# Battaglia di Amioun
La battaglia di Amioun fu combattuta nel 694 nell'attuale nord del Libano, tra l'esercito bizantino e i ribelli cristiani maroniti e monoteliti. La battaglia si concluse con la sconfitta bizantina e consentì la costituzione del primo Stato maronita, la cui capitale era Baskinta.